# Joseph von Zoltowski
Joseph von Zoltowski (* 22. Mai 1847 in Niechanowo; † 1. Februar 1908 in Zakopane) war Rittergutsbesitzer und Mitglied des Deutschen Reichstags.

## Leben

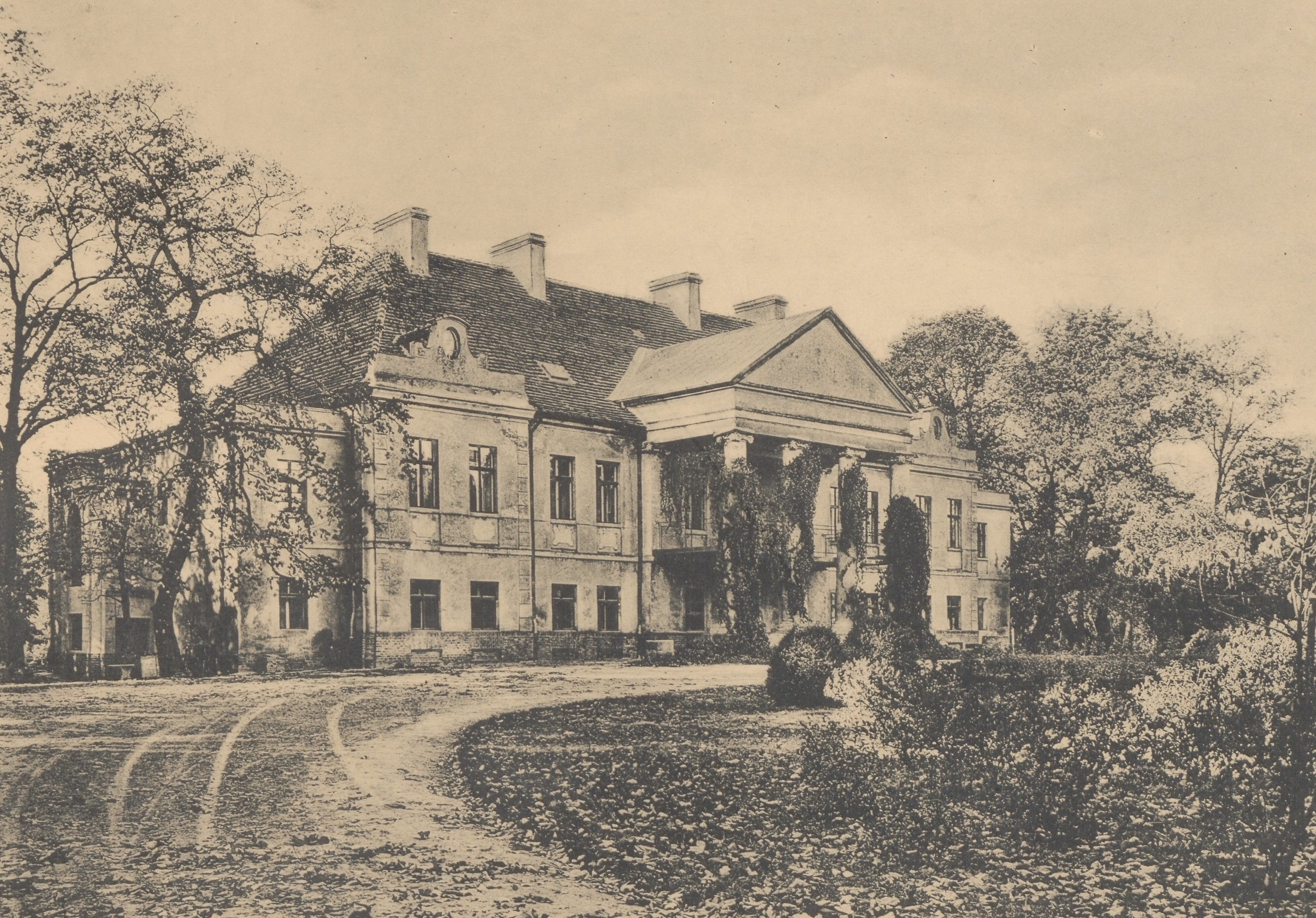
Schloss Niechanowo

Zoltowski besuchte das Collège in Metz (abgeschlossen mit dem Examen baccalaureat ès-lettres) und dann das Collège francais in Berlin und die Universitäten in Bonn und Berlin. 1870 promovierte er zum Dr. jur. in Berlin. Ein Jahr war er als Referendar beim Kreisgericht in Posen tätig. Seitdem war er Landwirt auf seinem Rittergut in Ujazd.
Von 1874 bis 1878 war er Mitglied des Deutschen Reichstags für den Wahlkreis Posen 4 und die Polnische Fraktion.